# John Pink
John Pink (Portsmouth, 1 de julio de 1983) es un deportista británico que compitió en vela en la clase 49er.
Ganó una medalla deplata en el Campeonato Mundial de 49er de 2009 y dos medallas en el Campeonato Europeo de 49er, plata en 2015 y bronce en 2016.

## Palmarés internacional
| \| Campeonato Mundial \| Campeonato Mundial \| Campeonato Mundial \| Campeonato Mundial \| \| Año \| Lugar \| Medalla \| Clase \| \| ------------------ \| ----------------------- \| ------------------ \| ------------------ \| \| 2009 \| Riva del Garda (Italia) \| Medalla de plata \| 49er \| \| Campeonato Europeo \| \| \| \| \| Año \| Lugar \| Medalla \| Clase \| \| 2015 \| Oporto (Portugal) \| Medalla de plata \| 49er \| \| 2016 \| Barcelona (España) \| Medalla de bronce \| 49er \| |                         |                   |       |
| Campeonato Mundial |                         |                   |       |
| Año | Lugar                   | Medalla           | Clase |
| 2009 | Riva del Garda (Italia) | Medalla de plata  | 49er  |
| Campeonato Europeo |                         |                   |       |
| Año | Lugar                   | Medalla           | Clase |
| 2015 | Oporto (Portugal)       | Medalla de plata  | 49er  |
| 2016 | Barcelona (España)      | Medalla de bronce | 49er  |